# RT en Español
RT en Español, también conocida como Actualidad RT, es un canal estatal de noticias de televisión por suscripción en idioma español, propiedad del Estado ruso, y con sede en Moscú, Rusia. Fue lanzado en 2009 con centros de operaciones permanentes en Miami, Nueva York, Washington D. C., Ciudad de México, Madrid, Buenos Aires, Caracas y La Habana. Es la versión en español del canal RT (Russia Today), el cual posee ediciones distintas para la emisión de noticias en ruso, inglés, francés, alemán y árabe.
Actualmente la plantilla de RT en español, cuenta con unas 200 personas, incluidos 35 periodistas extranjeros de España, Argentina, México, Estados Unidos, Chile y Venezuela. También cuenta con periodistas provenientes de Rusia y Serbia, que hablan español.
El canal ha sido motivo de críticas, se le ha acusado de ser un medio formal de propaganda gubernamental de Rusia en el mundo hispanohablante, promoviendo la desinformación, además de tergiversar hechos a favor de los gobiernos y sectores tanto de izquierdas como de derechas de América Latina y España.

## Historia
El 15 de junio de 2006 el periódico «Financial Times» informó de que Rusia estaba considerando planes para crear un canal en español. Esto fue oficialmente anunciado en 2007 y el 28 de diciembre de 2009 comenzó la transmisión.
En octubre de 2010, RT en español ganó seis galardones en el concurso latinoamericano "Promax/BDA Latinoamérica 2010".
En abril de 2016, el documental de la cadena Sumud. 40 años de resistencia dirigido por la corresponsal Helena Villar Ortega, fue galardonado en el New York Festivals.
En 2017, el documental de la cadena España. La memoria enterrada' dirigido por la corresponsal Helena Villar Ortega y producido por Ángela Gallardo Bernal, fue galardonado en US International Film & Video Festival.
El 28 de junio de 2017, la corresponsal en Venezuela, Érika Ortega Sanoja, recibió el Premio Nacional de Periodismo Simón Bolívar en la categoría "Periodismo televisivo" por su cobertura de las protestas en Venezuela de 2017.
En 2019, el programa especial Skid Row. Infierno en el primer mundo con presentación y guion de Helena Villar Ortega, fue galardonado en el US International Film & Video Festival.
En 2022, en respuesta a la invasión rusa de Ucrania, la Unión Europea anunció el cierre de los medios estatales rusos RT y Sputnik en todos los Estados miembros y en todos los idiomas, por lo que la señal de RT dejó de estar disponible en territorio español. Así mismo, grandes empresas tecnológicas como Alphabet, Apple, Meta o Microsoft cerraron los servicios de RT en todos los idiomas de sus plataformas.
En diciembre de 2023, fue presentada de manera oficial "Anastasía", una nueva presentadora con la característica de ser una inteligencia artificial, siendo anunciada como una presentadora digital, es decir, para contenido de la cadena en redes sociales, según la propia cadena, Su propósito es ofrecer contenidos de alta relevancia, tales como noticias importantes e historias que despierten emociones, colaborando estrechamente con sus colegas. Además, creará videos para las redes sociales de RT en español, y todas estas tareas están a su alcance ya que no necesita descansar como los humanos.

## Cobertura
Se puede sintonizar por satélite y en varias compañías de televisión por suscripción en América Latina.
Durante la visita de Vladímir Putin a Cristina Fernández de Kirchner el 12 de julio de 2014 en Buenos Aires, se anunció que la señal iba a estar disponible en la Televisión digital abierta de forma gratuita. La señal ingresó en la parrilla el 10 de octubre de 2014, convirtiéndose en el primer medio de comunicación producido fuera de América Latina en entrar en la red de televisión estatal de Argentina, ya que el canal TeleSUR (que es otro canal internacional que transmite en la TDA) se produce en Venezuela y es financiado, en parte, por el estado argentino (hasta 2016) y otros estados latinoamericanos y caribeños.
Para iniciar las transmisiones ambos mandatarios celebraron una videoconferencia. Allí Putin destacó que así se logra «comunicarnos entre ambos pueblos sin intermediarios y para transmitir los valores propios». Por su parte, Cristina Kirchner destacó que se hacía «sin la intermediación de grandes cadenas internacionales que normalmente transmiten las 'noticias', entre comillas, de acuerdo a sus intereses». RT no solamente llega a la Argentina sino también a Venezuela, que desde el 1 de diciembre de 2014 transmite en la TDA y por satélite en DirecTV (hoy en día SimpleTV), que lo incorporó a su parrilla de canales.
Desde mayo de 2015, RT se transmite en alta definición en Chile a través del grupo GTD. Hacia mediados de 2015, a fines de marzo del 2016 RT ingresa a Ecuador a través de Grupo TV Cable una de las operadoras más grandes del país. RT en Español estaba disponible en más de 900 operadores de televisión privada de América Latina. Además, los canales nacionales de Venezuela y Cuba emiten una parte de la programación de la cadena rusa.
El 9 de junio de 2016, el gobierno argentino de Mauricio Macri, mediante el Sistema Federal de Medios y Contenidos Públicos anunció la suspensión de la señal de RT en la TDA. Victoria Vorontsova, directora del canal ruso, declaró que el gobierno argentino se había acercado a Estados Unidos y que no le sorprendería que «en esa frecuencia apareciera la CNN en vez de un canal regional». Lo mismo ocurrió con la señal de TeleSur. Hernán Lombardi, titular de los medios públicos argentinos, anunció una revisión del asunto. Martín Sabbatella, extitular del AFSCA había declarado que el hecho se debía a una alineación del gobierno argentino con Estados Unidos. El canciller ruso Serguéi Lavrov expresó: «Se nos pidió no tomarlo como algo 'antirruso'. […] Si la idea [de suspender la emisión] se aprueba, no será percibida por nosotros como un gesto amistoso que se corresponda con la cooperación estratégica y el ambiente en el que nuestros presidentes hablaron recientemente por teléfono».
Finalmente, se llevó a cabo un acuerdo donde la señal permaneció en la TDT argentina, siendo renovado el contrato desde octubre de 2016. Además se acordó un intercambio de proyectos de programación con la cadena Televisión Pública, y la reciprocidad para difundir el contenido argentino en Rusia y varias coproducciones. Previo a ello, en septiembre de 2016 se realizó un evento en Buenos Aires para el relanzamiento de la cadena, con la emisión de un documental sobre las islas Malvinas.
El 13 de julio de 2016, se anunció la llegada de RT a México a través de la cableoperadora izzi.
Luego de comenzar sus emisiones en Perú a través del operador más grande del país, Movistar TV el 6 de abril de 2018, el canal comenzó a fue añadido a la oferta de la operadora satelital Dish México el 26 de julio de 2018. Según los datos de la compañía de investigación Ipsos, México tiene la mayor audiencia de RT en Latinoamérica. 
El canal también está disponible para la audiencia hispana en los Estados Unidos a través de la plataforma VEMOX.
En México, empezó a transmitir de manera abierta a través del Canal 13.3 de TDT, propiedad del corporativo Albavisión, esto desde el 7 de octubre de 2023.
A partir del 12 de febrero del 2020, la señal apareció en la plataforma mexicana MX Plus, un streaming que provee de otros canales de televisión pública en México, incluyendo Canal Once de México, Canal Catorce y TV UNAM.
A partir del 16 de junio de 2025, Telecanal de Chile comenzó a retransmitir casi en su totalidad la señal de RT en Español, en gran parte del dia. Se podrá ver en las ciudades de Arica, Iquique, Antofagasta, Copiapó, La Serena, Coquimbo, Talca y Santiago en la TV digital abierta.
El 1 de julio de 2025, el canal inició de manera silenciosa y desapercibida su emisión en señal abierta por primera vez en Guatemala. Según la página web de RT en Español, la señal puede sintonizarse a través del canal 29 de UHF en los departamentos de Guatemala y Sacatepéquez.

## Programación
La programación del canal está compuesta teniendo en cuenta las diferencias horarias entre las regiones de emisión. Todos los informativos se emiten durante los horarios de máxima audiencia por la mañana o por la noche en Nueva York, Miami, Los Ángeles, Ciudad de México, Buenos Aires y Madrid. 
Hasta febrero de 2022 se podía ver a nivel internacional a través de internet y en diversos países a través de parabólica y plataformas de TV de pago. Desde Invasión rusa de Ucrania de 2022 muchos países prohibieron su emisión y dejaron de emitir por considerarlo un medio de propaganda.
Las transmisiones de RT incluyen todos los días las noticias deportivas, reportajes especiales sobre la vida en las regiones rusas, documentales y las entrevistas con personalidades de interés.
- Detrás de la noticia (2011-2021): el programa de la abogada y escritora Eva Golinger.
- RT Reporta (2012- actualidad): los periodistas de RT comparten sus impresiones del trabajo en distintos lugares del mundo.
- Keiser Report (2012-2022): Análisis económico de Max Keiser y Stacy Herbert.
- La lista de Erick (2010- actualidad): presenta los reportajes sobre lo más interesante y atractivo en Rusia, por el actor y conductor Erick Fonseca
- Conversando con Correa (2018-2020): un programa semanal conducido por el expresidente del Ecuador Rafael Correa.
- Impacto directo (2023- actualidad): presentado por Rick Sánchez.
- Entrevista (2010- actualidad): una serie de programas donde la gente de las más variadas esferas cuenta historias de su vida.
- Deportes en reportes (2012-2020): los resultados deportivos de cada semana.
- Especial (2009- actualidad): los reportajes especiales que presentan el punto de vista de RT sobre acontecimientos del pasado y un profundo análisis de lo que ocurre en el presente.
- Cocina política (2017): el programa fue presentado por Betzabé Zumaya
- Contrapunto (2022): Con Pablo Mura y Cris Martin
- Tecnología de punta (2011-2015): los logros más modernos y perspectivos en diferentes áreas de la ciencia rusa.
- Un día con... (2014-2016): Eva Golinger pasa un día con algunas de las personalidades más relevantes de la actualidad mundial.
- RT Investigaciones (2014-2015): El periodista se convierte en detective.
- El gran peregrinaje americano (2018): Un viaje por EE. UU. de costa a costa para tomar el pulso de esa nación a través de los estadounidenses de a pie, de la mano de Stephen Baldwin y Max Keiser.
- El Zoom (2015- actualidad): presentado por Javier Rodríguez Carrasco
- Fuera de cuadro (2013-2015): una serie de entrevistas con corresponsales de RT que relatarán cómo vivieron la experiencia de cubrir las noticias más importantes.
- Cartas sobre la mesa (2017- actualidad): conducido por Luis Castro un programa donde se reúnen con expertos y especialistas comentan la política latinoamericana.
- A fondo (2009-2012): una serie de programas que presenta un viaje por las ciudades más importantes y los rincones recónditos de Rusia.
- El mundo del mañana (2012): una serie de entrevistas políticas organizadas por el fundador y editor de WikiLeaks, Julian Assange.[46]
- Más allá de Moscú (2012-2013): programa turístico.

## Equipo
- Boris Kuznetsov (2013-)
- Semión Sénderov (2014-)

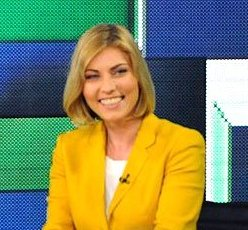
Jelena Milincic en los estudios de RT.

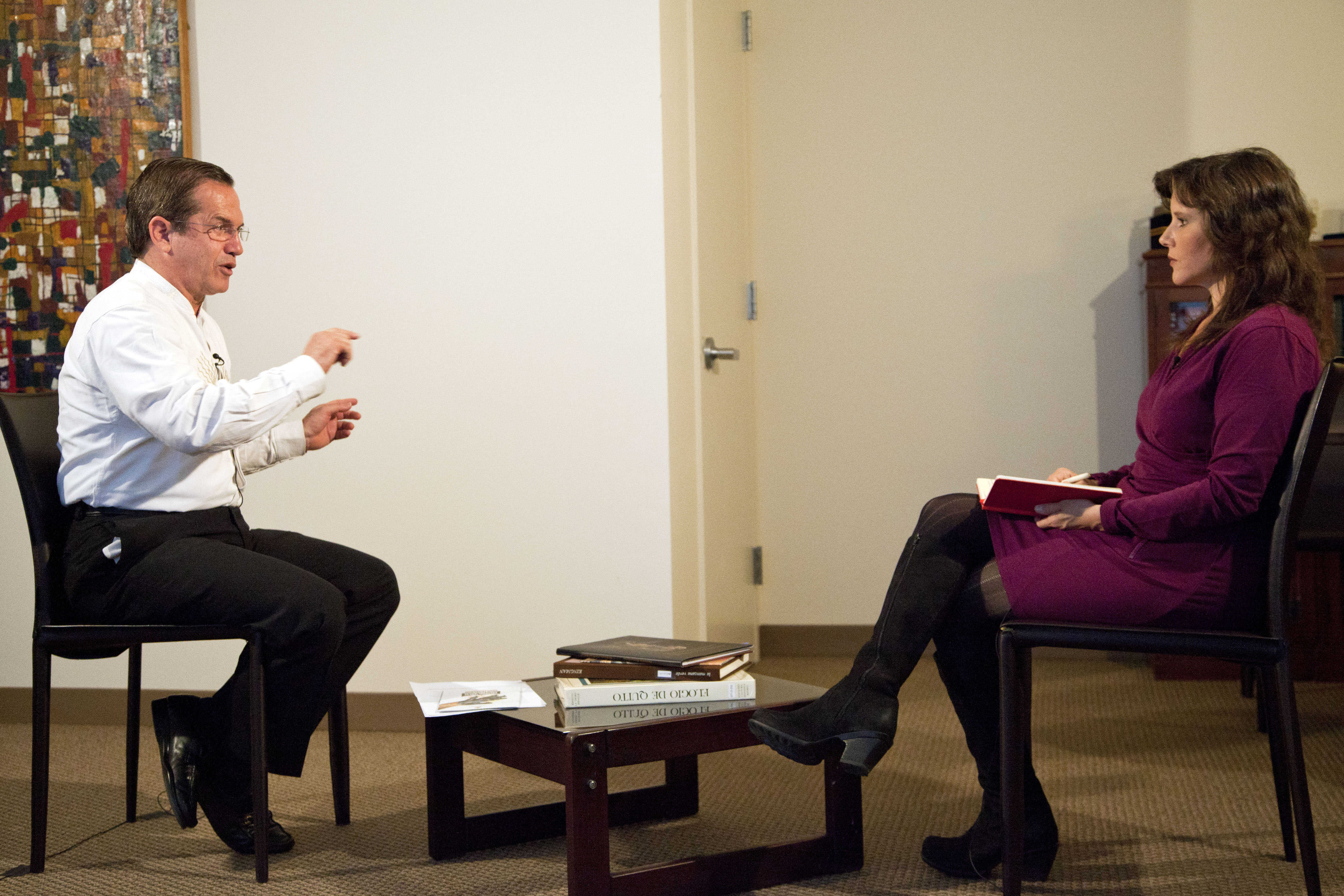
El canciller de Ecuador, Ricardo Patiño, entrevistado por Eva Golinger, para RT.

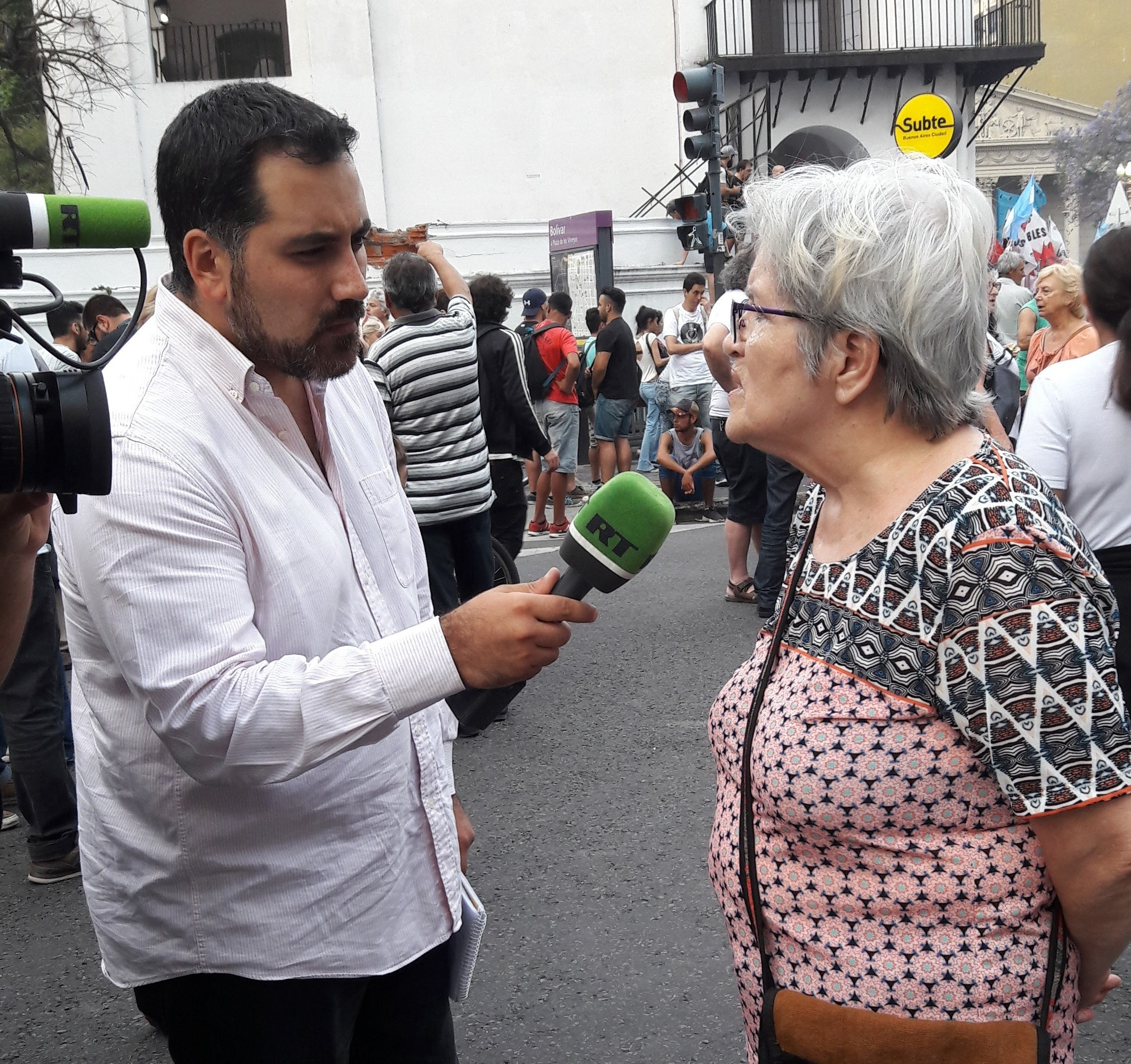
Ricardo Romero, corresponsal en Buenos Aires, Argentina.

- María Stárostina (2009-)
- Ricardo Romero (2014-)
- Galo Fernández (2009-)
- Victoria Aramburu (2015-)
- Martín Álvarez (2021-)
- Diana Deglauy (2022-)
- Nicolás Trinchero (2022-)
- Michele de Mello (2019-)
- Pedro Pannunzio (2024-)
- Mauricio Ampuero (2009-)
- Andrés Fernández Sánchez (2021-)
- Camila Lozano Delgado (2023-)
- Paula Andrea Valencia (2022-)
- Aliana Nieves (2014-)
- Rick Sánchez (2023-)
- Oliver Zamora Oria (2015-)
- Rafael Correa
- María Isabel Cevallos (2019-)
- Fernando Monroy (2019-)
- Carla González (2021-)
- José Daniel Acosta Gutiérrez (2021-)
- Nicolás Sánchez O'Donovan (2012-)
- Javier Rodríguez Carrasco (2009-)
- Francisco Guaita (2010-)
- Helena Villar (2014-)
- Erick Fonseca (2009-)
- Emma Torres (2014-2018)
- Paola Guzmán (2015-)
- Betzabé Zumaya (2016-)
- Pamela Quibec (2018-)
- Álex Piñón (2021-)
- Luis Francisco Soto (2022-)
- Silvana Jarquín León (2021-)
- Erika Ortega Sanoja (2016-)
- Luis Castro (2017-)
- Jessica Sosa (2021-)
- I.A. Anastasía (2023-)
- I.A. Alexánder (2023-)

## Críticas y controversias
Desde su fundación el canal se ha visto enfrentado a cuestionamientos por parte de amplios sectores de la política, expertos y medios de información occidentales, entre ellos algunos experiodistas de la propia RT, quienes consideran que se trata de un servicio de información y propaganda al servicio del gobierno ruso, del cual recibe financiamiento. Sus críticos sostienen que su función principal es la de agitar al público antisistema de los diversos países con cobertura para provocar inestabilidad y socavar a las democracias liberales de Occidente, en lugar de "promover" la imagen de Rusia de cara al exterior.
En España, el diario El País acusó a la cadena de injerencias en el proceso independentista de Cataluña para debilitar la imagen exterior de la nación española; el periódico madrileño aseguró que se habían publicado 42 noticias sobre el tema "saltándose la legalidad constitucional", además apuntó a una red de activistas como Julian Assange y Edward Snowden que junto a un sistema de bots se han encargado de magnificar las informaciones sobre la independencia catalana, la cual, según el rotativo, es la misma red que tuvo implicaciones en las victorias de Donald Trump en las elecciones estadounidenses y del Brexit en el referéndum británico de 2016. La cadena respondió asegurando que se utilizaron datos descontextualizados y acusando al diario español de tener su propia red de robots digitales, además comparó su cantidad de publicaciones con otros medios como Euronews y BBC World News, asegurando que su cobertura ha sido menor en cantidad, pero similar en el tipo de palabras.
Desde 2014 RT Ha sido criticado por su falta de credibilidad por haber censurado la Crisis política en Venezuela de 2013, así como ese medio ha sido a favor del ahora presidente venezolano Nicolás Maduro, calificando como "otro medio amarillista mas", lo que han podido conseguir es que el gobierno argentino encabezado por Mauricio Macri cerrara el canal en Argentina.
En abril de 2017 el diario mexicano El Financiero alertó sobre el riesgo de la intromisión rusa en las elecciones de 2018, asegurando que ya se había utilizado ese vehículo de información en Estados Unidos, Cataluña y Holanda, en este caso, el periódico consideró que desde Rusia se ha buscado favorecer la imagen del candidato de izquierdas, Andrés Manuel López Obrador, la acusación se basa en la colaboración en el canal por parte del activista e investigador méxico-americano, John M. Ackerman, quien es considerado como uno de los asesores más cercanos a López Obrador. En octubre, a través del mismo diario se llamó a la FEPADE a investigar al canal por un supuesto servicio de propaganda, ya que el rotativo acusa a RT de difundir únicamente información negativa sobre el país, y especialmente, sobre el gobierno de Enrique Peña Nieto. El canal respondió mediante un video publicado en las redes sociales, el cual aseguró que el diario caía en una paranoia ante la actividad de "un canal informativo en castellano con presencia en México", además se dijo que las informaciones divulgadas sobre el país únicamente se basan en la "realidad", mientras que los datos utilizados son aportados por las propias autoridades mexicanas según estadísticas oficiales.
En respuesta a la invasión rusa en Ucrania, YouTube y otras plataformas tomaron la decisión de bloquear desde inicios de marzo de 2022 a RT, ¡Ahí Les Va! y Sputnik en el continente europeo, medida que después sería ampliada a nivel global.

## Audiencias

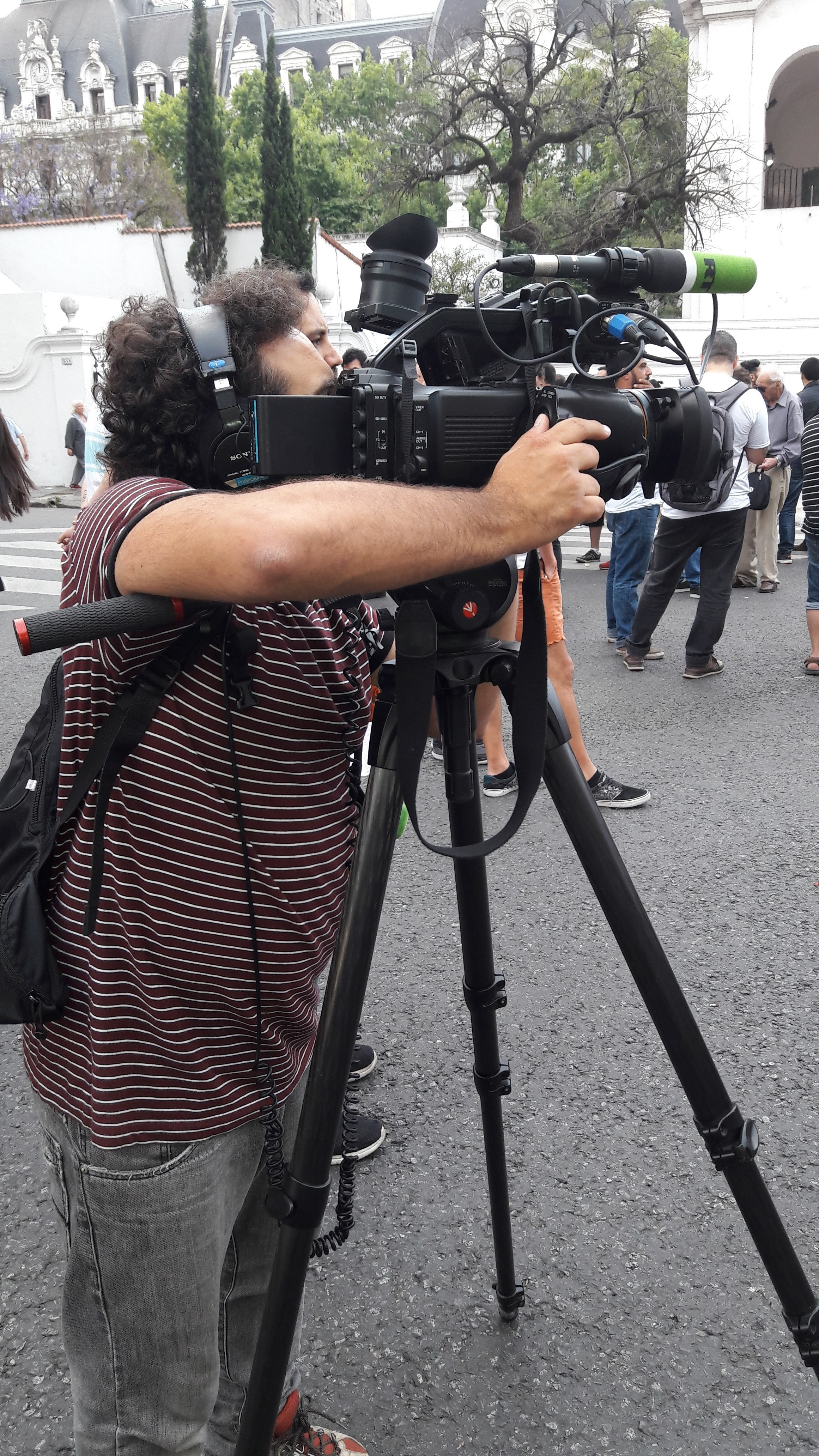
Camarógrafo de la señal.

Desde una perspectiva global, los países hispanohablantes constituyen, tras los países islámicos, la segunda área de influencia en Internet de rt.com.[cita requerida]
En 2013, entre los treinta países donde dicho portal tenía mayor influencia, nueve eran hispanohablantes. En pocos meses Russia Today ha conseguido ascender, en términos generales, al grupo de los 100 primeros portales con mayor audiencia, en siete de dichos países.
Hasta febrero de 2022 se podía ver a nivel internacional a través de internet y en diversos países a través de parabólica y plataformas de TV de pago. Desde Invasión rusa de Ucrania de 2022 muchos países prohibieron su emisión y dejaron de emitir.[cita requerida]